# من دارم یه ذره دیونه میشم
«من دارم یه ذره دیونه میشم» تک‌آهنگی از کوئین است که در سال ۱۹۹۱ میلادی منتشر شد. متن این ترانه توسط فردی مرکوری نوشته شد و به عنوان دومین تک‌آهنگ از آلبوم سال ۱۹۹۱ این گروه با نام کنایه منتشر گردید.